# Arborophila orientalis
El arborófila oriental o arborófila de Sumatra (Arborophila orientalis) es una especie de ave galliforme de la familia Phasianidae.

## Distribución geográfica
Es endémica de las selvas montanas del este de Java.

## Estado de conservación
Se encuentra amenazada por la pérdida de su hábitat natural y por su caza.